# Periplaneta aboriginea
Periplaneta aboriginea es una especie de cucaracha perteneciente al género Periplaneta, categorizada en la familia Blattidae, orden Blattodea.

Fue descrita por primera vez en 1994 por Roth, L. M. Aparece registrada y publicada en una sección de New Queensland cockroaches of Macrocerca Hanitsch and Periplaneta Burmeister (Blattidae). Memoirs of the Queensland Museum, 35(1), p. 225–233 de 1994.
Un ejemplar de la especie se conserva y exhibe en el Queensland Museum, en Queensland, Australia.

## Distribución
La especie se distribuye por Australia, en el estado de Queensland.